# Тронін Андрій Васильович
Андрій Васильович Тронін (26 вересня 1901, село Селігурт Глазовського повіту Вятської губернії, тепер неіснуюче село Ігринського району, Удмуртія, Російська Федерація — 14 листопада 1977, місто Іжевськ, тепер Російська Федерація) — радянський діяч, голова Ради народних комісарів (Ради міністрів) Удмуртської АРСР. Депутат Верховної Ради СРСР 1—2-го скликань.

## Біографія
Народився в селянській родині. У 1913—1915 роках навчався в Зуринському двокласному училищі Вятської губернії.
У 1920—1923 роках служив у Червоній армії, брав участь у військових діях проти армії адмірала Колчака в Сибіру.
Закінчив Глазовську школу радянського і партійного будівництва.
У 1925—1928 роках працював головою виконавчого комітету Кузьмовирської сільської ради Зуринського ероса (району) Вотської автономної області
У 1929—1931 роках — голова виконавчого комітету Зуринської районної ради Вотської (Удмуртської) автономної області.
Член ВКП(б) з 1931 року.
У 1932—1933 роках — заступник завідувача Удмуртського обласного земельного управління.
У 1933—1934 роках — голова виконавчого комітету Балезинської районної ради Удмуртської автономної області.
У 1934—1935 роках — керуючий справами виконавчого комітету Удмуртської обласної Ради —  Ради народних комісарів Удмуртської АРСР.
У 1935—1937 роках — народний комісар охорони здоров'я Удмуртської АРСР.
У 1937 році — завідувач відділу культури і пропаганди Удмуртського обласного комітету ВКП(б).
З 30 жовтня 1937 по 10 червня 1948 року — голова Ради народних комісарів (з 1946 року — Ради міністрів) Удмуртської АРСР.
У 1944 році був призначений уповноваженим Державного Комітету Оборони СРСР по заготівлі, вивезенню і постачанню кріпильного лісу для вугільної і гірничорудної промисловості, а також дрів для залізниці по Удмуртській АССР.
З 1948 року працював директором лісгоспів в місті Осташкові Калінінської області, в робітничому селищі Кізнері і в місті Воткинську Удмуртської АРСР. Закінчив курси Міністерства сільського господарства СРСР у Ленінграді.
Потім — на пенсії в місті Іжевську.

## Нагороди
- орден Леніна
- орден Вітчизняної війни І ст.
- медаль «За доблесну працю у Великій Вітчизняній війні 1941—1945 рр.»
- медалі